# Xuân Thắng, Thới Lai
Xuân Thắng là một xã thuộc huyện Thới Lai, thành phố Cần Thơ, Việt Nam.
Xã Xuân Thắng có diện tích 12,08 km², dân số năm 2003 là 7.645 người, mật độ dân số đạt 633 người/km².